# Zimowy Puchar Europy w Rzutach 2012
12. Zimowy Puchar Europy w Rzutach – zawody lekkoatletyczne, które odbyły się 17 i 18 marca 2012 na stadionie Topolica w Barze na wybrzeżu Czarnogóry.

## Rezultaty

### Mężczyźni

#### Seniorzy
| Konkurencja:           | 1. miejsce       | Wynik    | 2. miejsce             | Wynik | 3. miejsce     | Wynik |
| Pchnięcie kulą Grupa A | Marco Fortes     | 21,02 NR | Asmir Kolašinac        | 20,50 | Borja Vivas    | 20,06 |
| Pchnięcie kulą Grupa B | Georgios Aresti  | 19,17    | Paolo Dal Soglio       | 18,84 | Hüseyin Atıcı  | 18,72 |
| Rzut dyskiem Grupa A   | Erik Cadée       | 64,09    | Ercüment Olgundeniz    | 63,59 | Rutger Smith   | 63,30 |
| Rzut dyskiem Grupa B   | Martin Wierig    | 62,44    | Jean-François Aurokiom | 60,81 | Sergiu Ursu    | 59,02 |
| Rzut młotem Grupa A    | Kiriłł Ikonnikow | 75,95    | Siarhiej Kałamojec     | 75,15 | Kristóf Németh | 74,23 |
| Rzut młotem Grupa B    | Mark Dry         | 69,60    | Vincent Onos           | 64,92 | Cosmin Sorescu | 64,48 |
| Rzut oszczepem Grupa A | Fatih Avan       | 81,09    | Dmitrij Tarabin        | 79,94 | Risto Mätas    | 78,74 |

#### Młodzieżowcy U23
| Konkurencja:   | 1. miejsce             | Wynik    | 2. miejsce         | Wynik    | 3. miejsce      | Wynik |
| Pchnięcie kulą | Marin Premeru          | 19,49    | Dmytro Sawycki     | 18,76    | Maksim Afonin   | 18,73 |
| Rzut dyskiem   | Danijel Furtula        | 60,24 NR | Eduardo Albertazzi | 58,26 PB | Daniel Ståhl    | 57,45 |
| Rzut młotem    | Eivind Henriksen       | 73,62    | Andrij Martyniuk   | 71,37    | Pawieł Barejsza | 69,16 |
| Rzut oszczepem | Ołeksandr Nyczyporczuk | 76,23 PB | Jaka Muhar         | 75,94 PB | Walerij Iordan  | 75,58 |

### Kobiety

#### Seniorki
| Konkurencja:           | 1. miejsce           | Wynik    | 2. miejsce           | Wynik | 3. miejsce           | Wynik    |
| Pchnięcie kulą Grupa A | Nadzieja Astapczuk   | 20,29    | Nadine Kleinert      | 19,12 | Josephine Terlecki   | 18,59 PB |
| Rzut dyskiem Grupa A   | Nadine Müller        | 68,89 PB | Darja Piszczalnikowa | 63,86 | Mélina Robert-Michon | 63,03    |
| Rzut dyskiem Grupa B   | Jekatierina Strokowa | 59,65 PB | Swiatłana Siarowa    | 59,15 | Tanja Komulainen     | 56,44    |
| Rzut młotem Grupa A    | Zalina Marghieva     | 73,60 NR | Tatjana Łysienko     | 72,87 | Stéphanie Falzon     | 72,60    |
| Rzut młotem Grupa B    | Tereza Králová       | 66,13    | Sarah Holt           | 64,17 | Elisa Palmieri       | 63,29    |
| Rzut oszczepem Grupa A | Martina Ratej        | 63,59    | Goldie Sayers        | 62,75 | Marina Maksimowa     | 60,33    |
| Rzut oszczepem Grupa B | Marharyta Dorożon    | 58,54    | Matilde Andraud      | 54,84 | Anna Wessman         | 54,17    |

#### Młodzieżowcy U23
| Konkurencja:   | 1. miejsce      | Wynik | 2. miejsce      | Wynik    | 3. miejsce     | Wynik        |
| Pchnięcie kulą | Sophie Kleeberg | 17,42 | Olha Hołodna    | 17,32 PB | Emel Dereli    | 16,87 PB NJR |
| Rzut dyskiem   | Sandra Perković | 67,19 | Irina Rodrigues | 54,83    | Julija Kuryło  | 52,03        |
| Rzut młotem    | Bianca Perie    | 68,74 | Alina Kastrowa  | 67,86    | Hanna Skydan   | 66,35        |
| Rzut oszczepem | Sanni Utriainen | 57,39 | Lubow Żatkina   | 55,77    | Kateryna Derun | 55,67        |